# Euphoresia tenuesquamosa
Euphoresia tenuesquamosa är en skalbaggsart som beskrevs av Louis Burgeon 1942. Euphoresia tenuesquamosa ingår i släktet Euphoresia och familjen Melolonthidae. Inga underarter finns listade i Catalogue of Life.